# Brüggen, Hildesheim
Brüggen là một đô thị ở huyện Hildesheim trong bang Niedersachsen, Đức. Đô thị Brüggen, Hildesheim có diện tích 12,2 km², dân số thời điểm ngày 31 tháng 12 năm 2006 là 961 người.